# Минуано
Минуано — холодный западный или юго-западный ветер, дующий с марта по сентябрь на юге Бразилии, Риу-Гранди-ду-Сул, и в Уругвае.

## Характеристика
Минуано холодный и сухой ветер, имеющий западное или юго-западное направление и связан с проникновением атлантических полярных масс через внутреннюю часть континента. Здесь он получает подкрепление от ветров с тихоокеанского побережья, когда оно достигает южной части Анд, приобретая континентальные черты. Он возникает зимой и появляется после прохождения атлантического полярного фронта. Ветер минуано может создавать проблемы для ведения сельского хозяйства. От сильного холода, создаваемого им, страдает крупный рогатый скот и местная растительность.
На португальском языке ветер носит то же назввание, что и коренные народности минуано. 
В Уругвае этот ветер называется памперо. Минуано часто упоминается в фольклоре Гаучо, живущих в этом регионе. Иногда минуано вызывает «воющий» звук.

## В популярной культуре
Minuano (Six Eight) — песня Pat Metheny Group из альбома Still Life (Talking).
Джазовый певец Курт Эллинг также сделал Вокализ-версию этой песни в качестве ведущей части своего альбома «Man In The Air».
Композитор, аранжировщик и тромбонист Bob Curnow исполнил свою версию «Minuano (Six Eight)» для альбома «Bob Curnow’s L.A. Big Band Plays The Music of Pat Metheny and Lyle Mays».
«Минуано» — кодовое имя одного из героев видеоигры Metal Gear Rising: Revengeance, Реактивного Сэма, являющегося бразильцем.
Бразильский певец и композитор Rosa Passos написала песню «Minuano» для своего альбома «Pano Pra Manga».